# جان دویت
جان دویت (انگلیسی: John DeWitt; ۲۹ اکتبر ۱۸۸۱ – ۲۸ ژوئیهٔ ۱۹۳۰) بازیکن فوتبال اهل ایالات متحده آمریکا بود.
وی در مسابقات کشوری و بین‌المللی در مجموع برندهٔ ۱ مدال نقره شده‌است.